# Esther Wojcicki
Esther Wojcicki es una periodista y profesora estadounidense, educadora, y la actual vicepresidenta del consejo consultivo de Creative Commons. Wojcicki ha sido una pionera en la exploración de la interrelación entre educación y tecnología.

## Educación y carrera
Esther Wojcicki fue el mejor promedio de su clase de escuela secundaria, y se graduó de UC Berkeley con un bachiller de arte en Inglés y Ciencias Políticas. Recibió una credencial de enseñanza secundaria de la Universidad de California en Berkeley, así como un título de postgrado de la Escuela Superior de Periodismo de Berkeley. Tiene un título avanzado en francés e Historia francesa de la Sorbona, y una credencial administrativa de la escuela secundaria y una maestría en Tecnología Educativa de la Universidad Estatal de San José.
Esther Wojcicki ha enseñado en la Escuela Secundaria de Palo Alto desde 1987, donde actualmente enseña periodismo e Inglés. Allí comenzó el programa de periodismo que ha crecido hasta convertirse en uno de los más grandes de la nación. Ha trabajado como periodista profesional para múltiples publicaciones y ha publicado regularmente para The Huffington Post.
Fue la profesora de periodismo del año del norte de California en 1990 y fue seleccionada como la Profesora del Año de California en el 2002 por la Acreditación de la Comisión de Maestros de California. Trabajo en la Oficina del Comité del Curriculum del Presidente en la Universidad de California donde ella ayudó a revisar el currículo de periodismo principiante y avanzado para el estado de California. En el 2009, ganó el Gold Key de Columbia Scholastic Press Association, en reconocimiento de la gran dedicación por la causa de la prensa de la escuela.

## Personal
Esther es la mayor de tres hijos, y fue la primera en su familia en asistir a la universidad. Sus padres eran inmigrantes rusos que llegaron a la ciudad de Nueva York en la década de 1930. Su familia se mudó al sur de California después de que ella naciera.
Su marido es el profesor de física en la Universidad de Stanford, Stanley Wojcicki. Tiene tres hijas, Susan, Janet y Anne Wojcicki (exesposa del cofundador de Google Sergey Brin), y siete nietos.